# Sint-Lambertuskerk (Haren)
De Sint-Lambertuskerk is een rooms-katholieke kerk te Haren, in de Nederlandse provincie Noord-Brabant. De kerk is gewijd aan de heilige Lambertus van Maastricht.
Ten tijde van Lambertus van Maastricht is er in Haren een houten kerkje gebouwd. Dit kerkje werd in de 12e eeuw vervangen door een stenen kerk, met drie altaren. Deze kerk heeft dienstgedaan tot 1867 en is het jaar erop vervangen door de huidige kerk. Naar ontwerp van Hendrik Jacobus van Tulder werd een driebeukige pseudobasiliek gebouwd voorzien van kruisribgewelven. De kerk is gecontrasteerd door hulpbisschop Arnold Diepen. De uit meerdere geledingen bestaande toren heeft een uurwerk van klokkengieterij Eijsbouts en is voorzien van een ingesnoerde naaldspits. In de decennia erna is de kerk verder aangekleed, waaronder biechtstoelen (1871), een preekstoel (1872) en Gradussenorgel (1876). In 1920 werden er gebrandschilderde ramen geplaatst, die in 1952 weer verwijderd werden. Voor de kerk werd in 1929 het Heilig Hartbeeld onthuld, dat later werd aangewezen als rijksmonument.
De kerk is in 1976 aangewezen als rijksmonument.

## Galerij

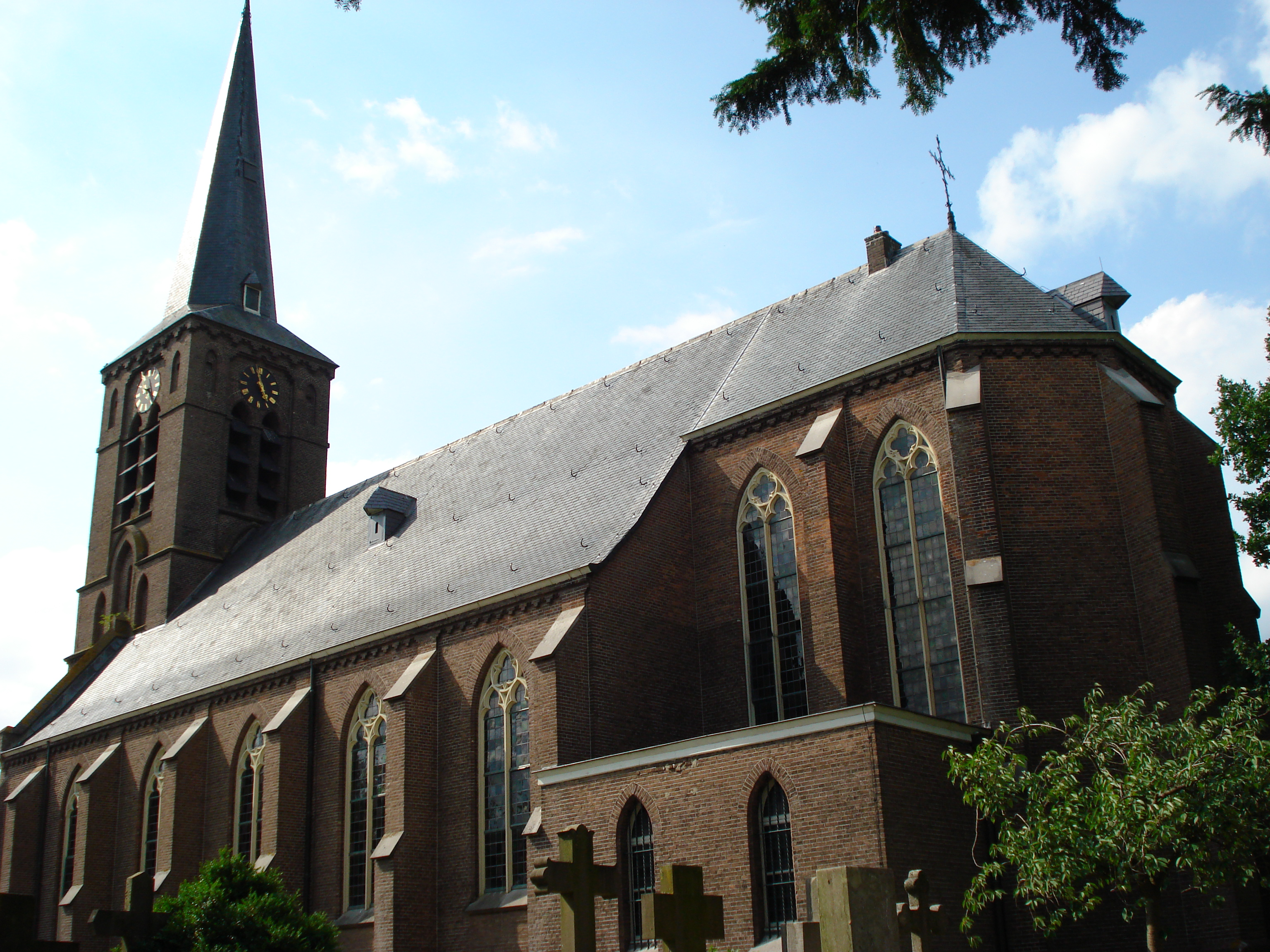
Zijaanzicht
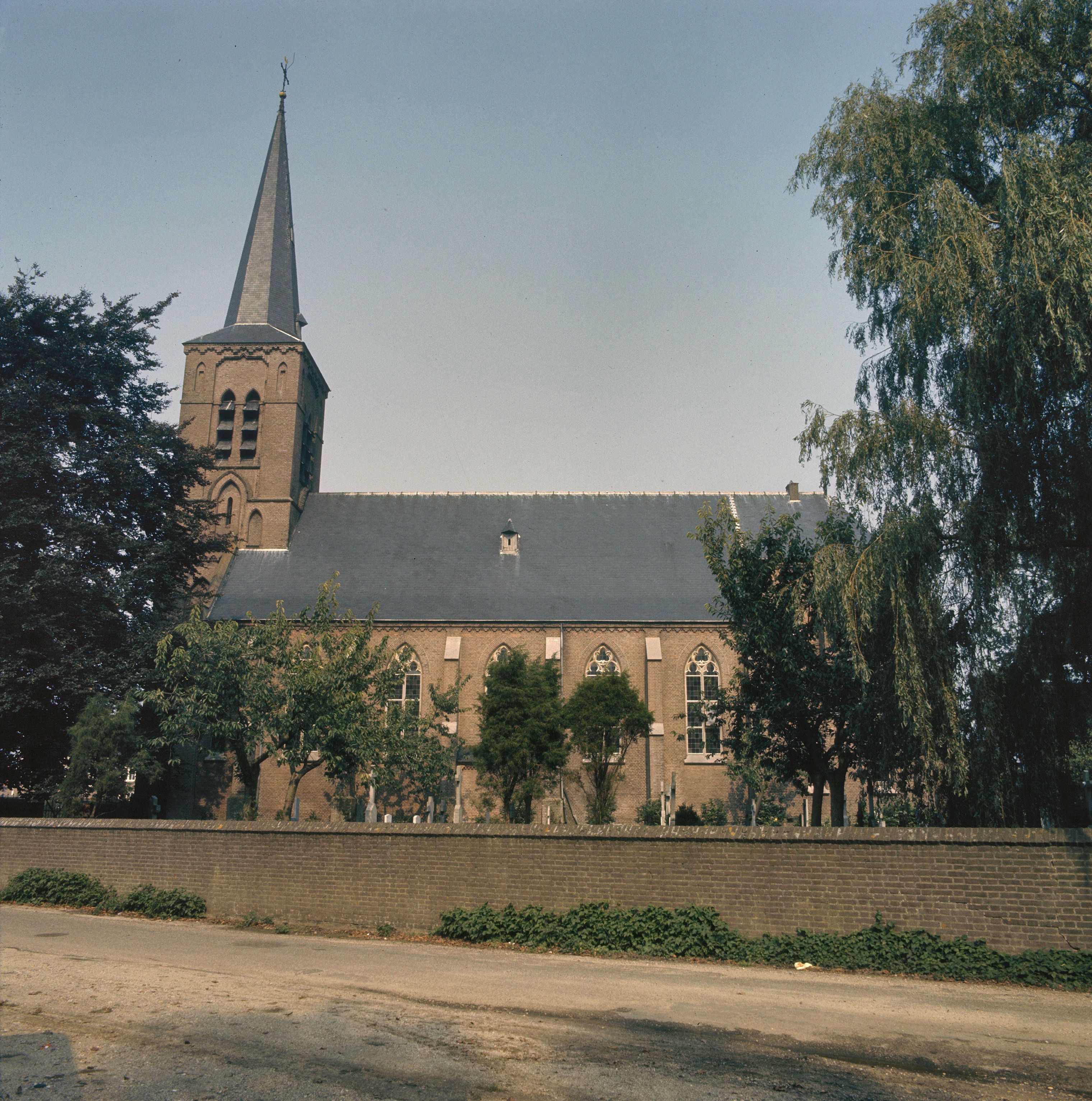
Zijaanzicht in 1972
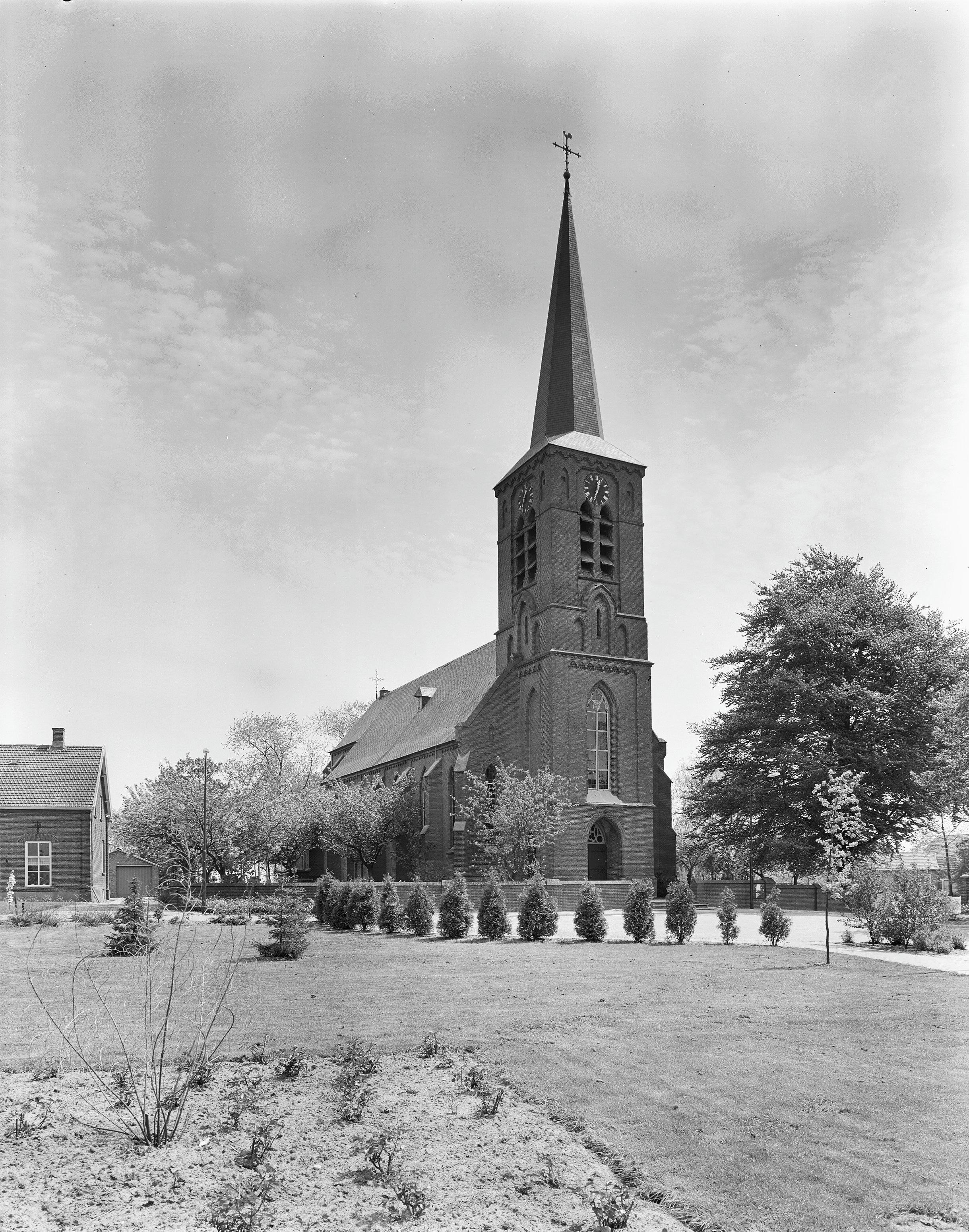
Vooraanzicht in 1970
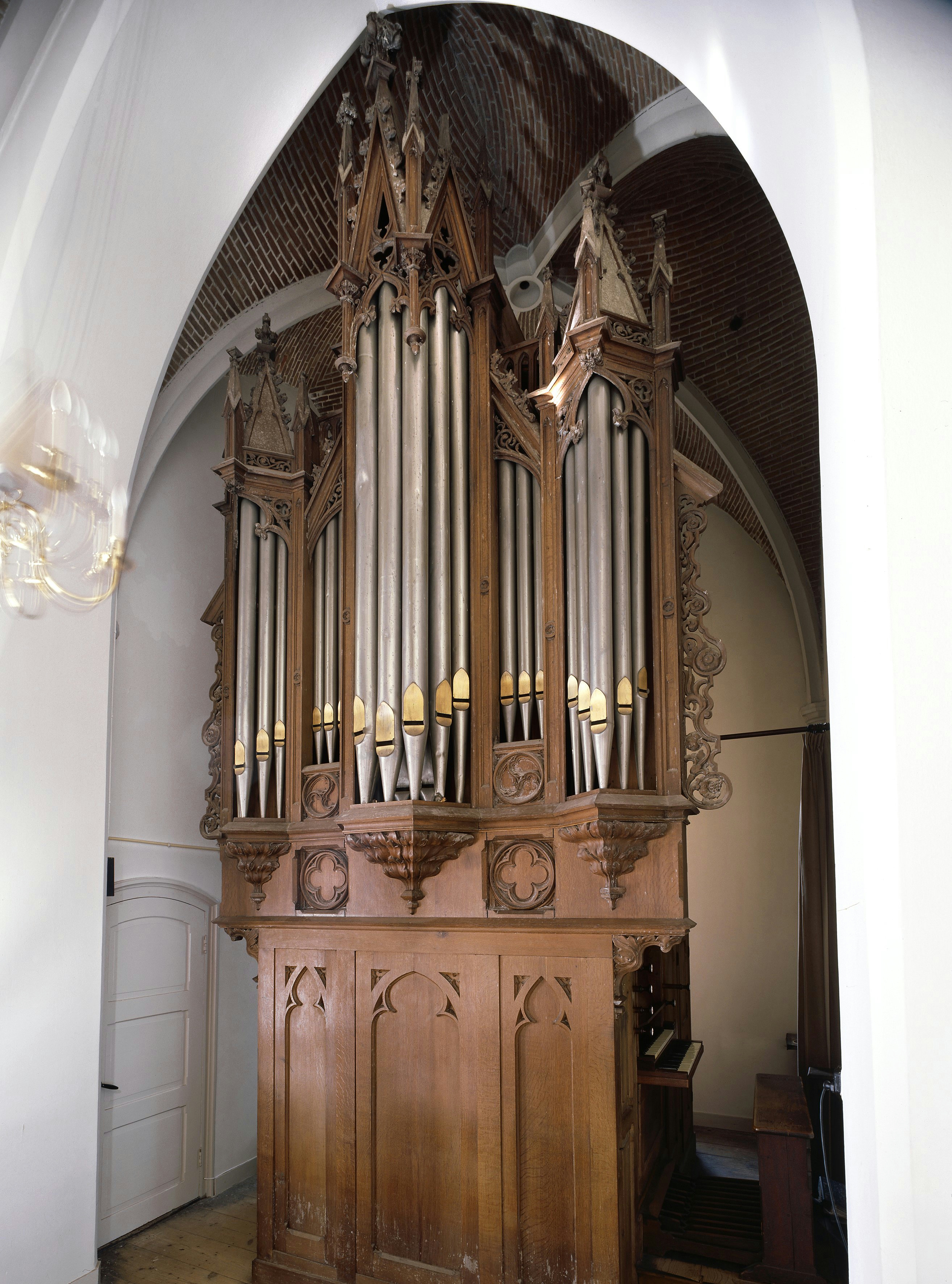
Orgel